# Hide Your Smiling Faces
Hide Your Smiling Faces (bra:Tirem o Sorriso do Rosto) é um filme de drama americano de 2013 escrito e dirigido por Daniel Patrick Carbone sobre a história de dois irmãos que tem as férias de verão arruinadas por uma tragédia. Foi lançado em 25 de março de 2014 no Festival de Cinema de Tribeca. No Brasil, foi apresentado no Festival do Rio, e em 2021, foi um dos filmes selecionados para o lançamento da FILMICCA.

## Elenco
- Ryan Jones como Tommy
- Nathan Varnson cono Eric
- Colm O'Leary como pai de Ian
- Thomas Cruz como Tristan
- Christina Starbuck como mãe
- Chris Kies como pai
- Andrew M. Chamberlain como Blake
- Clark Middleton como homem religioso
- Ivan Tomic como Ian

## Recepção
No agregador de críticas Rotten Tomatoes, que categoriza as opiniões apenas como positivas ou negativas, o filme tem um índice de aprovação de 84% calculado com base em 49 comentários dos críticos que é seguido do consenso: "Seu ritmo meditativo e abordagem discreta podem ser pesados demais para alguns, mas Hide Your Smiling Faces lançará um poderoso feitiço em espectadores pacientes o suficiente para deixá-lo se desenrolar."